# Fillstabäckens naturreservat
Fillstabäckens naturreservat är ett naturreservat som ligger cirka tio kilometer utanför Östersund, Jämtlands län. Inom reservatet finns en källa som under 5 000 år har bildat en kupolformad kulle. Denna har tillkommit genom att det ur det kalkhaltiga vattnet fällts ut kalciumkarbonat, varvid ett område av kalktuff bildats. Detta område är unikt i sitt slag i Sverige. Kullen är 30 meter lång och 20 meter bred.
En kalktuff har bildats genom att kalkhaltigt vatten under många år fällt ut kalk, vilket har lagt sig på till exempel mossa när vattnet har avdunstat. Det kan då bildas ett område med förstelnad växtlighet. I detta naturreservat har kalktuffen bildats av kiselalgen Didymosphenia geminata.
I bäcken nedströms kalktuffen består botten av både kalkbleke och kalktuff.

## Urskog
I närheten av kalktuffen finns en urskog. Där finns ett träd som har formats på så sätt att till exempel människor skall kunna passera genom trädet, ett så kallat smöjträd, med ett stort hål genom stammen.  Enligt gammalt skrock skall demoner och sjukdomar kunna dras ut ur människor och in i trädet om de dras igenom det. Ett liknade träd finns i Skattlösberg i Dalarna.

## Växtlighet
Inom området återfinns bland annat majviva, brudsporre, flugblomster, kung karls spira, björnbrodd och knagglestarr.

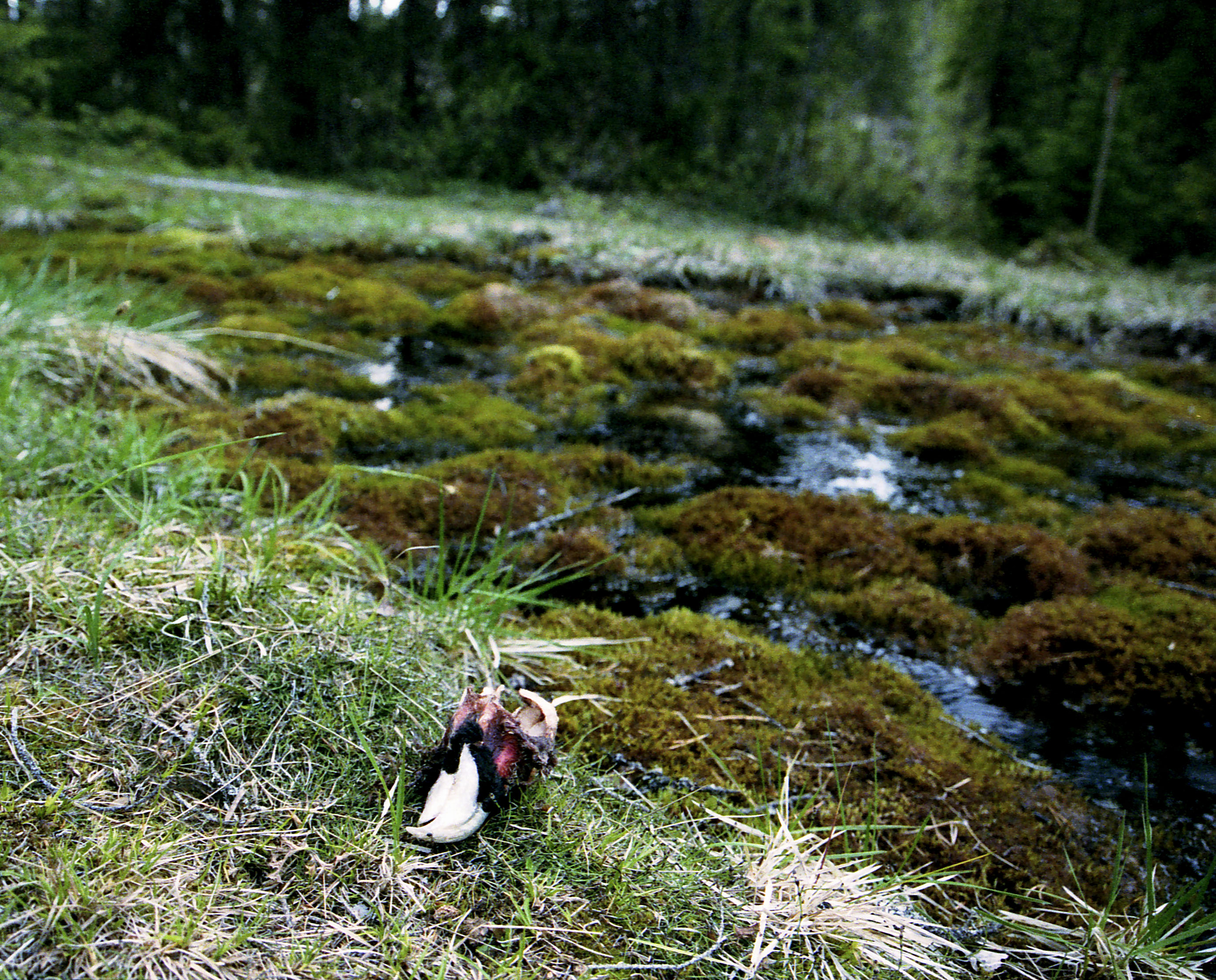
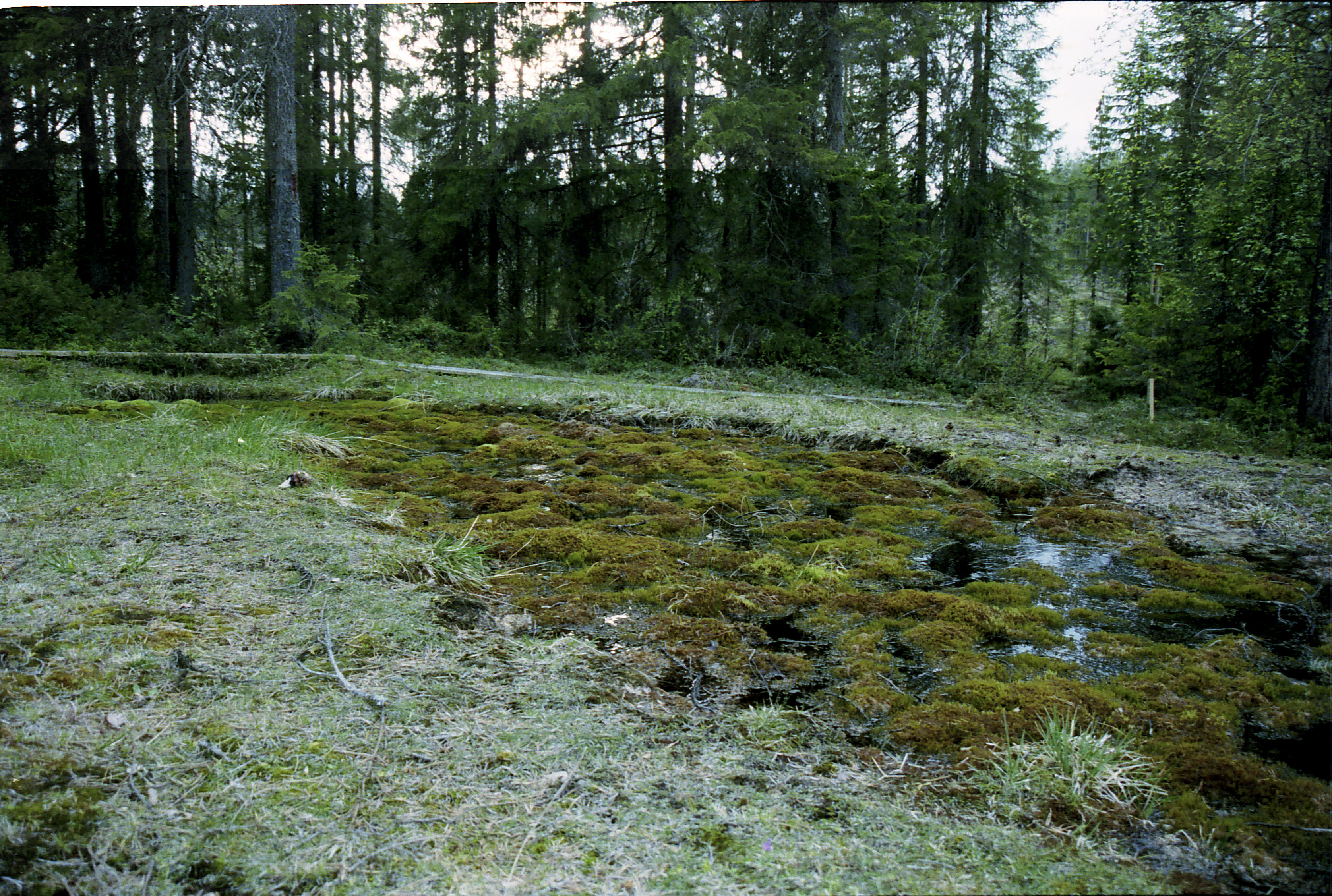